# Jackson Whipps Showalter
Jackson Whipps Showalter (* 4. Februar 1860 in Minerva, Kentucky; † 6. Februar 1935 in Lexington, Kentucky) war ein US-amerikanischer Schachspieler.

## Leben
Nach Besuch des Kenyon College in Ohio von 1875 bis 1878 wurde er Schüler am Kentucky Military Institute, wo er 1881 mit dem Bachelor of Arts abschloss. In den folgenden fünf Jahren betätigte er sich als Cowboy auf der väterlichen Farm am Nueces River in Texas. Danach kehrte er nach Kentucky zurück und begann sich im Alter von 25 Jahren auf das Schachspiel zu fokussieren. Seinen ersten Turniersieg erreichte er auf einer regionalen Meisterschaft in Cincinnati.
Showalter war Lehrer und nahm daher nur in den Schulferien an Schachturnieren teil. Hier gelang es ihm im Laufe seiner Karriere immer wieder, gegen die stärksten Schachspieler seiner Zeit zu gewinnen, so gegen Wilhelm Steinitz, Géza Maróczy, Harry Nelson Pillsbury, Frank Marshall, Michail Tschigorin und Jacques Mieses. Oft forderte er Schachmeister zu Zweikämpfen heraus. Hier besiegte er David Janowski, Adolf Albin und Norman Whitaker.
1888 wurde er erstmals amerikanischer Landesmeister im Schach und hielt diesen Titel bis auf zwei Jahre, in denen Samuel Lipschütz amtierender Meister war, bis 1897 inne. In den Jahren 1897 und 1898 spielte er in zwei Matches gegen Pillsbury um die amerikanische Landesmeisterschaft und unterlag in beiden Fällen. Nach dem Tode Pillsburys kam es im Jahre 1909 zu einem Zweikampf zwischen ihm und Marshall um den offenen Landesmeistertitel. Als er hier eine deutliche Niederlage hinnehmen musste, zog er sich aus dem Turnierschach bis auf wenige Ausnahmen weitgehend zurück.
Anfang des 20. Jahrhunderts spielte er bei mehreren europäischen Turnieren mit. 1904 belegte er im Meisterturnier von Cambridge Springs den 5. Platz (von 16 Teilnehmern).
Danach legte er eine Schachpause ein. 1915 feierte er ein Comeback. 1926 schließlich zog er sich vom Turniersport zurück.
In Schachkreisen hatte er den Spitznamen Der Löwe von Kentucky, einmal wegen seiner Haarfrisur (Löwenmähne), aber vor allem wegen seines scharfen Spieles.
Showalter war verheiratet, seine Ehefrau Nelly war auch eine gute Schachspielerin.